# Gestalgar
Gestalgar es un municipio de la Comunidad Valenciana, España. Perteneciente a la provincia de Valencia, en la comarca de Los Serranos. Cuenta con una población de 560 habitantes (INE 2024). Se trata de un municipio castellanohablante, en el que el castellano cuenta con el predominio lingüístico reconocido legalmente.

## Geografía
El término municipal de Gestalgar se encuentra atravesado por el río Turia, que pasa junto al casco urbano, el cual se sitúa en su margen izquierda. Gran parte del curso fluvial se halla encañonado, excepto algunos espacios que forman vegas, como la que se extiende entre el núcleo urbano y la parte oriental del término. Destaca la gran roca de la Peña María, a cuyos pies nace una fuente de agua que, junto con la Fuente Grande, abastece a la población. Muy cerca se encuentra la fuente del Morenillo, con una cascada.

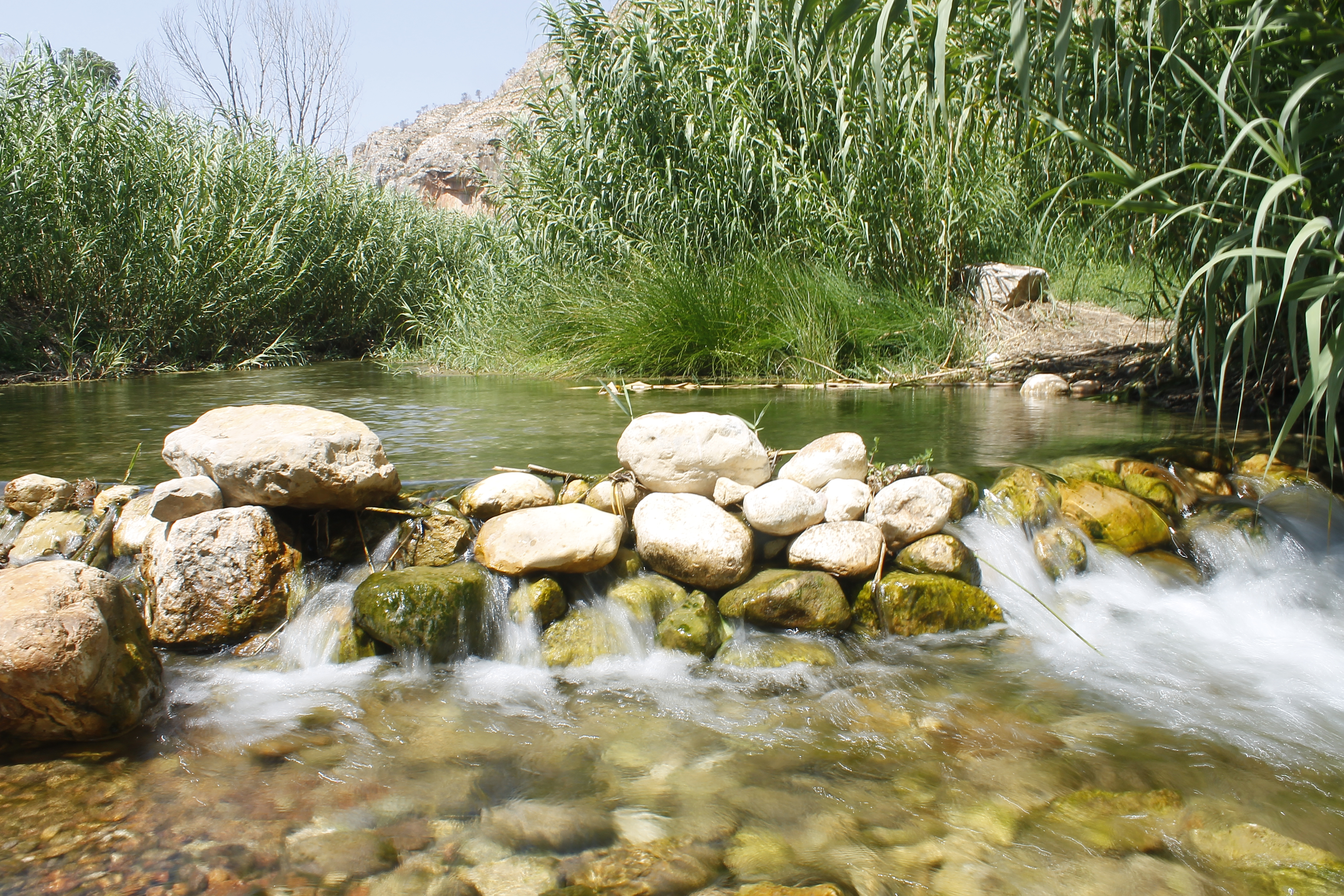
Vista parcial del río Turia a su paso por la localidad.

La superficie del término es en general montañosa, con terreno muy quebrado por la sierra de Chiva que penetra por el sur en dos ramales, la sierra de los Bosques y la sierra de Santa María, cuya cumbre del Burgal, lindante con Chera, alcanza los 1107 m sobre el nivel del mar. Además, los contrafuertes de los montes de Chulilla se extienden por el norte. Las partes llanas son las citadas vegas del Turia, a unos 200 m sobre el nivel del mar, y a mayor altitud, las planicies de El Olivar y Gabaldón; los Llanos del Higueral y el Campillo constituyen altiplanicies de cierta importancia, sobre todo este último, de considerable extensión y a unos 750 m de altitud. Son muy numerosos los barrancos, como los del Regajo, Barco, Morenillo, Boquerillas y Escoba, así como las fuentes, entre las que destacan, aparte de las citadas, las del Alcaide, Pocino, Murté, Molinero, Antón Andrés y de la Peña Roya. Las tierras no cultivadas están cubiertas por pinos, romero, sabinas y esparto.
Gestalgar forma, junto con Bugarra y Pedralba, una especie de subcomarca en la ribera del curso medio del Turia, muy vinculada, por proximidad, a Liria, pero también a Cheste y Chiva. Según algunos autores, el carácter castellanohablante de estos municipios hace que se les incluya en la comarca de Los Serranos, pero no es el único motivo. También hay motivos históricos, culturales y geográficos.
Se accede a Gestalgar desde Valencia, a través de la CV-35, tomando después la CV-376 y la CV-377 (por Liria y Pedralba). Otra posibilidad es acceder por la A-3, tomando luego la CV-370 y finalmente la CV-379.

### Clima
La diversidad territorial y el carácter montañoso de la zona de Gestalgar originan un clima muy variado, comprendiendo desde el clima más suave del valle del Turia, hasta el más continental del altiplano del occidente de la Península.
Aunque lo podemos definir como un clima mediterráneo, con temperaturas suaves durante los doce meses, siendo la mínima anual de 10,4 °C y de media máxima anual de 22,5 °C.
En cuanto a las precipitaciones son abundantes en los meses de otoño y en los de primavera, hecho que permite la existencia de una gran variedad vegetal.

### Flora
En cuanto a la flora de esta población, responde a las características principales del monte típico mediterráneo, encontrando en plena montaña especies arbóreas como el pino carrasco (Pinus halepensis) el pino rodeno (Pinus pinaster) y algunas variedades arbustivas como el palmito (Chamaerops humilis), aliaga (Genista scorpius) o el madroño (Arbutus unedo).
No obstante, la vegetación que más abunda en esta zona del interior de la provincia de Valencia son las plantas medicinales y aromáticas.
En la ribera del río Turia a su paso por Gestalgar, podemos encontrar olmedas incipientes en las que se localiza el gran "Olmo del Motor", situado en la zona de baño del motor. Actualmente, este olmo está a la espera de recibir la calificación como "Árbol Monumental de Interés Local".

### Fauna
La fauna de Gestalgar y de sus alrededores es conocida por su abundancia y la rareza de sus especies, aunque lo más destacado de esta localidad es la avifauna. Las aves más destacadas de la zona son los petirrojos (Erithacus rubecula), mitos (Aegithalos caudatus), lavanderas (Motacilla alba), entre muchas otras especies. Durante las épocas del año pertinentes, se pueden divisar búhos, águilas calzadas (Hieraaetus pennatus), halcones y cernícalos (Falco tinnunculus).
En cuanto a los mamíferos que habitan en este área, los más característicos son los conejos (Oryctolagus cuniculus), liebres (Lepus), musarañas (Soricidae), jabalíes (Sus scrofa) y algún que otro tejón (Meles meles).

### Localidades limítrofes
Sot de Chera, Chulilla, Bugarra, Cheste, Chiva, Siete Aguas y Chera, todas ellas en la provincia de Valencia.

## Historia

### Etapa anterior a 1238
Existen pinturas rupestres neolíticas de Arte Esquemático en Las Clochas, al suroeste del término, que fueron descubiertas ya en el verano de 1979 por José Antonio del Valle, vecino de Dos Aguas, y han sido catalogadas y estudiadas por varios especialistas. (Martínez Valle y Guillem Calatayud 2006). También se han descubierto restos eneolíticos, del Bronce Valenciano y de la época ibérica (Aparicio Pérez 1979, 1983 y 1984; Martínez Perona 1975). Los restos de un poblado de la Edad de Bronce que existen en la Terrosa, al noreste del término, fueron descritos por Pla Ballester en 1973 y por Martínez Perona en 1975. Los demás vestigios de ocupación humana de este término municipal corresponden ya a tiempos de la romanización: una lápida con inscripción latina encontrada en una hondonada frente al molino inmediato a la localidad, los restos de una posible villa rústica cerca del cruce de la carretera de Pedralba con el río Turia, y cerámicas en la Loma y en la Pieza de Anastasio.

### 1238-1609
La primitiva alquería de Xest Algar es de origen islámico, pero carecemos de documentos que nos permitan una aproximación cronológica. En efecto, la primera mención escrita de Xestalgar corresponde a su incorporación a la Cristiandad, al producirse la conquista del territorio por Jaime I y su donación en 1238 al noble Rodrigo Ortiz. En 1255 fue vendida a Artal de Huerto y donada en 1277 a Martí Roiç, cuya madre Sancha Ruiz de Varea otorgó el 37 de diciembre de 1284 en su nombre la carta puebla a los mudéjares habitantes de la localidad. Pocos años después el señor Martín Ruiz vendió el señorío a la Corona en 1295. Al año siguiente, 1296, Jaime II la vendió a Bernardo Guillermo de Entenza. Buena parte de las transmisiones del señorío entre nobles puede seguirse en el Cartulari de Xestalgar, un conjunto de valiosos documentos transcritos y publicados por Manuel Pastor (2004).
Desde el punto de vista socioeconómico, los habitantes de Gestalgar y del núcleo de poblamiento anexo de La Andenia, todos mudéjares, quedaron feudalizados y sometidos al vasallaje de los distintos señores; el régimen de tenencia de la tierra era la enfiteusis.
Tras diversos traspasos entre nobles, a principios de la Edad Moderna pasó a Salelles de Montpalau (1484). El linaje de los Montpalau mantendría el señorío durante dos centurias.
La primera noticia sobre el volumen demográfico del Gestalgar mudéjar corresponde al año 1488 y asigna a la villa 49 fuegos. Esa débil demografía está en consonancia con la tendencia regresiva de los mudéjares valencianos a lo largo de la Baja Edad Media.
En efecto, la población de Gestalgar fue mudéjar hasta los bautismos forzosos practicados durante las Germanías, que se hicieron extensivos a todos los mudéjares del Reino de Valencia (1525). Poco después, la mezquita se transformó en iglesia dependiente de la parroquia de Chulilla, de la que se independizó en 1535. A pesar de ser oficialmente "cristianos nuevos", siguieron viviendo según sus costumbres islámicas, hablando árabe y practicando el islam de forma discreta (moriscos). Felipe III ordenó la expulsión de los moriscos de la Monarquía Hispánica en 1609; justo antes de su expulsión, el censo de Caracena asignó a Gestalgar 270 fuegos, pero otros estudios estiman su población en 150 casas como máximo, ya que esa era la cifra que daba el propio señor de Gestalgar, Baltasar de Montpalau, en un memorial posterior en el que se quejaba de los perjuicios causados por la expulsión. Según los registros de embarque estudiados por Lomas Cortés, los expulsados de Gestalgar fueron un total de 472 individuos, que abandonaron la Península por el puerto de Denia el 25 de noviembre de 1609 en tres barcos franceses.

### 1609-1837
Fue Baltasar de Montpalau quien repobló la villa con cristianos viejos tras la expulsión de los moriscos, el mismo que más tarde sería investido conde por Felipe IV. Dicho noble otorgaba carta de población el 30 de mayo de 1611 a 53 familias, que ascendían a 62 en enero de 1612, fecha de los establecimientos oficiales de casas y tierras. En cuanto al linaje Montpalau, entroncó con los condes de la Alcudia (finales del siglo XVII) y de Carlet (siglo XVIII).
Una generación después de la expulsión de los moriscos, en 1646, solo contaba con 76 casas, que aumentaron a un centenar en 1681 según Vicente Marés, y a 133 según el impuesto del equivalente del año 1730. Los censos históricos posteriores ofrecen ya datos de habitantes, que ascienden a 739 en el censo de Aranda (1768) y a 928 en el de Floridablanca (1787). Por su parte, Cavanilles dio 260 casas hacia 1792.
Los problemas de lindes con Sot de Chera se produjeron de modo intermitente durante dos siglos, entre 1654 y 1853, pero las delimitaciones han sido más estables y menos conflictivas con Chulilla, prácticamente las mismas desde el siglo XIII.
Durante la Guerra de Sucesión (1705-1707 en tierras valencianas), los vecinos de Gestalgar respaldaron al Archiduque Carlos de Austria y se negaron a pagar las prestaciones señoriales a la condesa, Francisca Felipa de Monsoriu Mompalau y Centelles, la cual recuperó el control del señorío tras la batalla de Almansa (1707) aunque un puñado de migueletes gestalguinos resistió frente a los botiflers hasta 1714.
Su última señora feudal fue Josefa Dominga Catalá de Valeriola, duquesa de Almodóvar, que fue condesa de Gestalgar entre 1800 y su muerte en 1814. Al publicarse su testamento, que había redactado en 1804, los habitantes de Gestalgar supieron que había testado en favor de su propia alma, dotando de fondos las escuelas de primeras letras de Gestalgar y otros señoríos. En 1811, además, se había decretado en España la primera abolición de los señoríos. Por todo ello, los gestalguinos no comprendieron que la "sucesión" del condado de Gestalgar recayese en favor del matrimonio Frígola-Mercader, y después en favor de su yerno, Antonio de Saavedra, según varias decisiones judiciales. Pero en 1837, la ley de 26 de agosto abolió definitivamente los señoríos y el título pasó a tener una consideración nada más que honorífica.

### Período posterior a la extinción del señorío
Están documentadas algunas incursiones carlistas en la villa entre 1835 y 1838. En julio de 1854 se produjo en la plaza de la Villa un enfrentamiento armado, que a pesar de la «derrota» progresista fue el preludio del Bienio Progresista en España (Azagra 1978). En 1888 el municipio ya estaba dotado de un Puesto de Guardia Civil.
Desde el punto de vista demográfico, Gestalgar tenía un total de 1516 habitantes en el primer censo de la serie estadística española (1857), y alcanzó su máximo histórico en 1910, con sus 1863 habitantes «de hecho» y 1886 «de derecho».
El proyecto franquista de Vilanova (1972) que trataba de urbanizar un territorio de 1300 hectáreas segregadas de los municipios de Ribarroja del Turia, Loriguilla y Gestalgar tropezó en este último municipio con la firme y unánime oposición de los vecinos, y fue el primero en descartarse.

## Demografía
Gestalgar cuenta con una población de 560 habitantes (INE 2024).
| Gráfica de evolución demográfica de Gestalgar entre 1842 y 2021                                                     |
| |
| Población de derecho según los censos de población del INE Población de hecho según los censos de población del INE |

Su población (1755 habitantes en el año 1900) aún subió a 1886 habitantes en 1910, pero después se estancó y desde 1950 ha sufrido un acelerado descenso debido al éxodo rural.

## Economía
El municipio es esencialmente agrícola. La superficie no cultivada ocupa unas 4800 hectáreas, tres cuartas partes de su término, con un claro predominio del matorral (3500 hectáreas) sobre el área forestal (1200 hectáreas). Los cultivos de secano ocupan 1300 hectáreas, sobre todo de algarrobos, olivos y almendros, mientras que el regadío dispone de algo más de 200 hectáreas, situadas en las proximidades del río Turia, y en su mayor parte dedicadas a naranjos, frutales no cítricos y hortalizas. Hay, además, ganado ovino y cabrío.

## Administración y política
| Periodo   | Nombre                          | Partido    |
| --------- | ------------------------------- | ---------- |
| 1979-1983 | Francisco Ortiz Lamaza          | PCE - PCPV |
| 1983-1987 | Luis Jorge Cervera              | PCE - PCPV |
| 1987-1991 | Luis Jorge Cervera              | PCE - PCPV |
| 1991-1995 | José Antonio Benavent Hernández | PP         |
| 1995-1999 | José Antonio Benavent Hernández | PP         |
| 1999-2003 | José Antonio Benavent Hernández | PP         |
| 2003-2007 | Raúl Pardos Peiró               | PSPV-PSOE  |
| 2007-2011 | Raúl Pardos Peiró               | PSPV-PSOE  |
| 2011-2015 | Raúl Pardos Peiró               | PSPV-PSOE  |
| 2015-2019 | Raúl Pardos Peiró               | PSPV-PSOE  |
| 2019-2023 | Raúl Pardos Peiró               | PSPV-PSOE  |
| 2023-act. | Raúl Pardos Peiró               | PSPV-PSOE  |

## Patrimonio

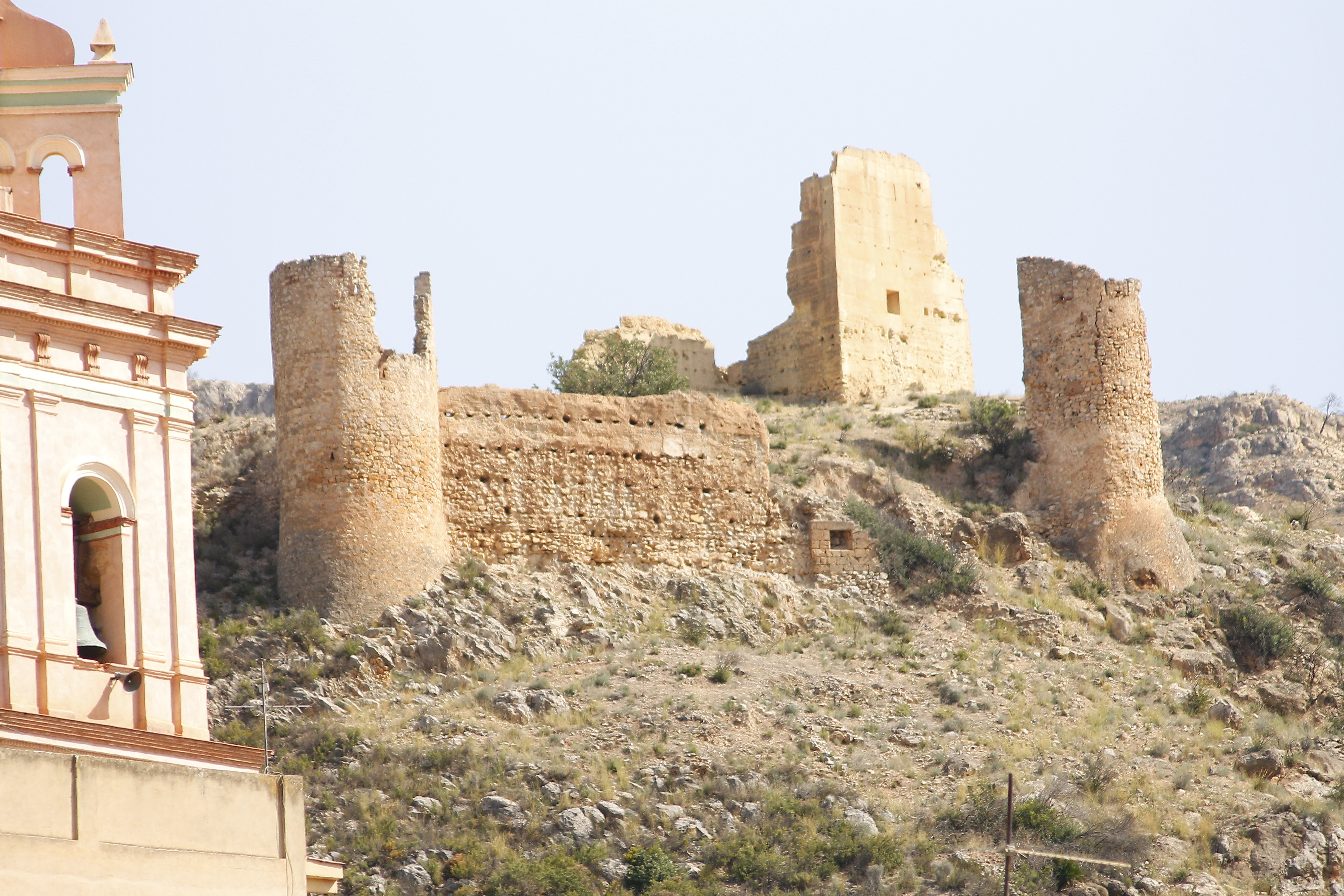
Castillo de Gestalgar o Los Murones

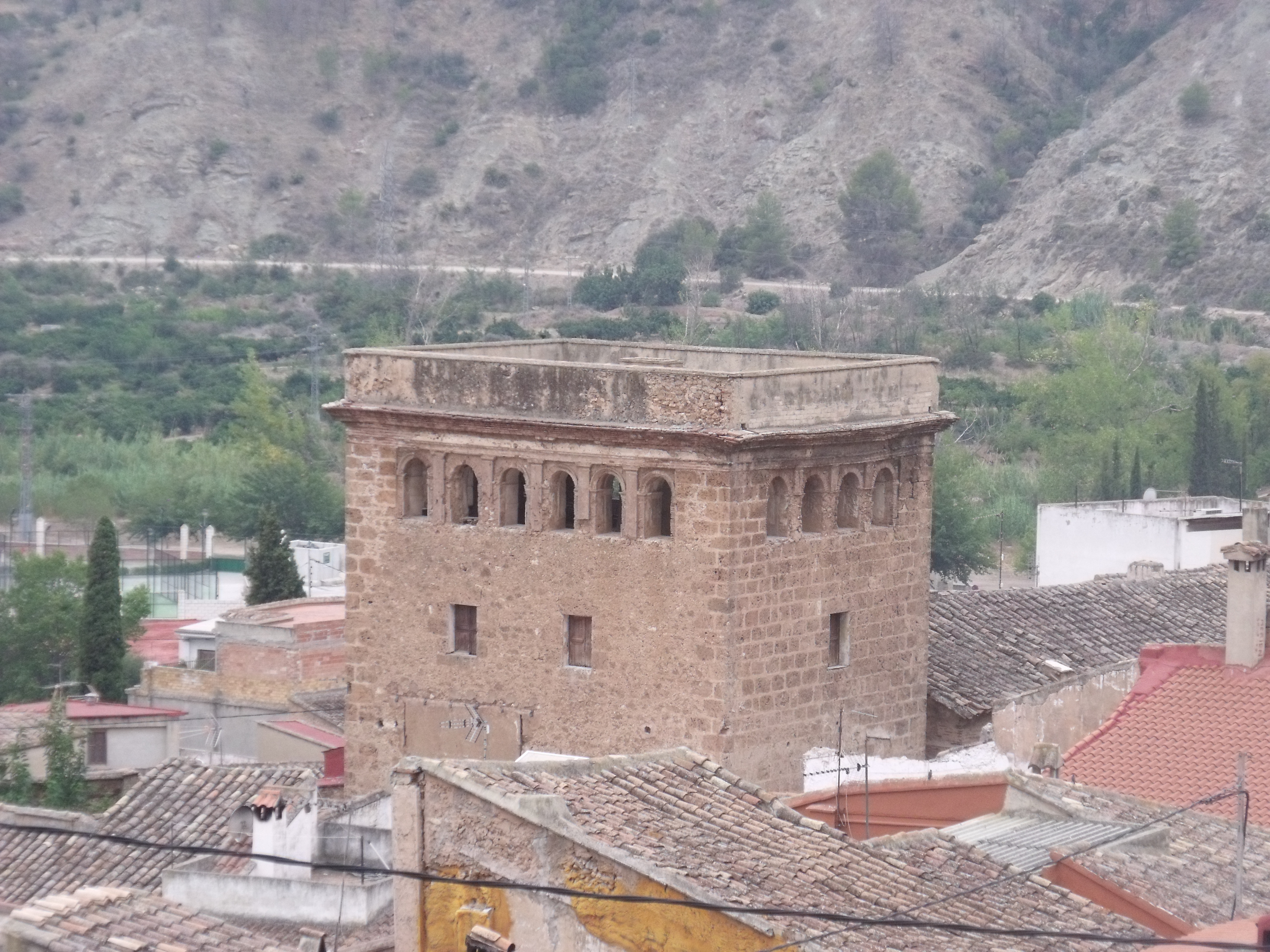
Torre del Palacio de la Señoría

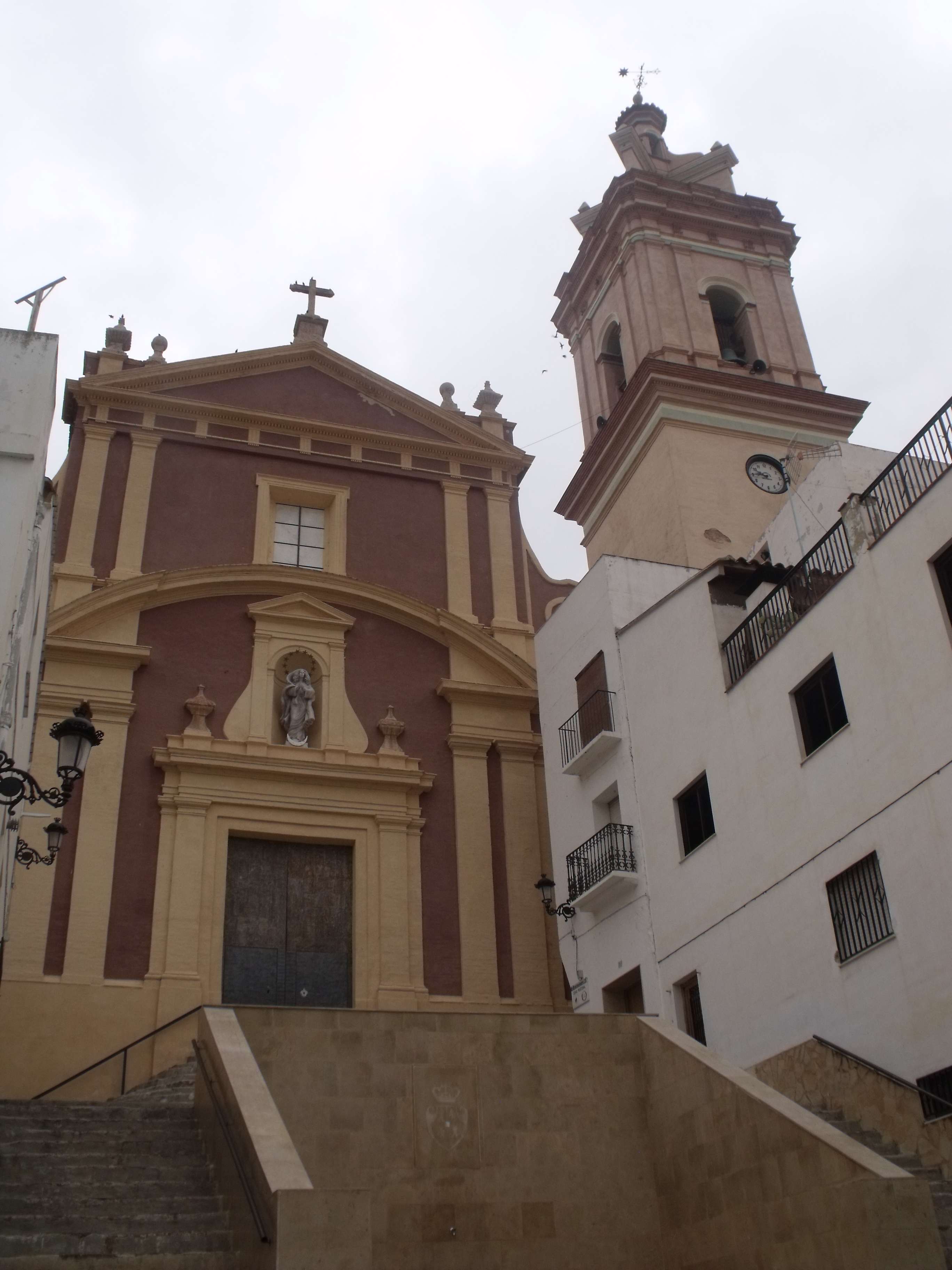
Fachada de la iglesia parroquial

- Castillo de los Murones. Es el nombre que tradicionalmente han recibido los restos del antiguo castillo, de origen árabe, situado sobre la montaña que corona la población. Según Sebastián Fabuel es probable que fuese erigido en el siglo XII, durante el reinado de Ibn Mardanish (el Rey Lobo).
- Palacio de la Señoría. Es una casa-fortaleza, antigua residencia de los señores de la villa y del baile señorial; destaca su torre, rodeada de casas particulares, en cuyo piso bajo hay varias mazmorras. Aunque se han dado algunas fechas, su cronología es desconocida.
- Iglesia parroquial. Está dedicada a la Purísima Concepción y contiene en su interior un mural de la Santísima Trinidad y cuatro cuadros con los Evangelistas, atribuidos a Ribalta. Según Pedro Sucías Aparicio, empezó a construirse en 1736, aprovechando partes del anterior edificio gótico, más modesto. La fachada se terminó hacia la última década del siglo XVIII siguiendo el proyecto de Antoni Gilabert y en 1794 fueron aprobados dos retablos diseñados por Vicente Marzo,[18] mientras que el campanario es posterior a 1805. Sus campanas se fundieron en 1827.
- Ermita de los Santos de la Piedra. Según Pedro Sucías Aparicio, la obra original es de 1747, de un barroco sencillo.
- Fuente de la Virgen de la Peña.

## Gastronomía
Gestalgar se caracteriza por tener grandes delicias de la gastronomía valenciana. En esta población son característicos el ajo aceite, el arroz de caricas, el pastel de boniato y las habas fritas con piezas de cerdo.

## Lugares de interés
- Peña María. Conocida también como Fuente Peña María, es un alforamiento natural de agua que proviene de un manatial y que surge por una fisura en la propia roca del macizo. Se ha formado por el paso del río Turia a los pies de La Peña María, formación rocosa que ha dado nombre a esta reserva nartural.[21]
- Fuente del Morenillo. Un rincón que esconde una pequeña fuente manantial que decanta en una cascada en forma de chorrador. Se ubica cerca de la Peña María.[22]
- Cueva de los Diablos. Es una preciosa cavidad natural formada, en su gran mayoría, por las filtraciones de agua sobre la roca. Este fenómeno natural ha dado lugar a formas extraordinarias que, en su interior, pueden albergar restos fósiles. En el pasado fue utilizada por pastores para resguardar el ganado. Y, además, se encuentra a 900 m de altitud sobre el nivel del mar, en la ladera de la Peña Roya.[23]
- Sima de la tierra de Roya. Es una hermosa sima repleta de formaciones rocosas. Se caracteriza por tener estalactitas y estalagmitas. Su acceso está restringido solamente a personas especializadas.[24]
- Merendero
- Monte de Murté. Cerca de esta elevación rocosa, encontramos Fuente Murté, un manatial empelado antaño para que el ganado abrevara.[25]
- Barranco del Regajo. Está situado al noroeste del lecho del río Turia y, además, está considerado el "camino de riqueza", pues riega las tierras que cruza. Durante su trayecto, discurre por la zona central del municipio.[26]
- Sierra de los Bosques. Es un espacio de interés propuesto para su protección por parte de la COPUT.[27]
- Pinturas rupestres del abrigo de las Clochas. Se encuentra en dos abrigos localizados en el barranco de las Colochas, o Clochas, situado entre los picos Santa María y el de Brugal.[28]

## Fiestas locales
- San Blas y las Santas Reliquias. Se celebran el 3 y el 4 de febrero.
- Fiestas Patronales. Celebra sus fiestas del 14 al 17 de agosto en honor de la Asunción de Nuestra Señora, San Roque y Virgen de la Peña.
- Santos de la piedra 30 de julio.